# Peter Regli
Peter Regli (né le 20 juillet 1944 à Airolo) est un officier et haut-fonctionnaire suisse. De 1991 à 1999, il a dirigé le Service de renseignement de la Confédération.

## Biographie
Peter Regli est né à Airolo en 1944, et est diplômé de l'ETH Zurich en 1969. La même année, il rejoint le groupe des services d'armement en tant qu'ingénieur de projet. De 1974 à 1977, Regli a travaillé comme assistant à l'ambassade de Suisse à Stockholm auprès de l'attaché de défense. De retour en Suisse après quatre années supplémentaires au GRD, il prend en 1981 la direction du service de renseignement des troupes aériennes et antiaériennes. Le 1er juillet 1991, le Conseil fédéral a nommé Regli au grade de divisionnaire et chef d'état-major du renseignement.
À la suite de l'Affaire Bellasi de l'été 1999, Regli se voit confier de nouvelles tâches par le chef d'état-major général le 17 septembre 1999. Fin 2000, le Conseil fédéral le met en préretraite.

## Affaires

### Coopération avec l'état d'apartheid en Afrique du Sud
En tant que chef du service de renseignement de l'aviation, Regli a organisé des échanges secrets de pilotes avec le régime apartheid au début des années 1980. Selon l'ancien chef des services secrets de l'Afrique du Sud, Chris Thirion, les services secrets de la Suisse et de l'Afrique du Sud se sont mis d'accord en 1986 pour échanger leur savoir-faire sur les armes chimiques.
Le 25 janvier 1988, le responsable du programme d'arme de destruction massive sud-africain (Projet Coast), Wouter Basson, accompagné du général de police Lothar Neethling, rencontre des représentants du Laboratoire AC Spiez ensemble à Berne. Selon Basson, la rencontre a été négociée par un informateur et proche confident Reglis. Dans le cadre du Projet Coast, le médecin militaire Basson voulait étouffer dans l'œuf d'éventuels soulèvements de la population noire avec des armes biologiques et chimiques. Contre « Dr. Tod », comme on appelle Basson, était en attente à Pretoria. docteur Basson a depuis été acquitté.

### Destruction de documents
Avant d'être contraint de démissionner en 1999, Peter Regli avait fait détruire presque tous les dossiers de renseignement et de coopération militaire avec le régime d'apartheid. En janvier 2003, le Département fédéral de la défense, de la protection de la population et des sports (DDPS) a déposé une plainte pénale contre Peter Regli. Dans une enquête administrative liée aux contacts controversés des services secrets avec l'apartheid sud-africain, le professeur de droit Rainer Schweizer a établi que les services de renseignement, contrairement à la réglementation, détruisaient régulièrement des dossiers. Le Parquet fédéral a alors transmis la plainte au parquet du juge d'instruction.
Regli n'a pas nié la destruction des fichiers. Bien qu'une commission d'enquête parlementaire ait également qualifié cela d'illégal, Regli a été complètement réhabilité par le Conseil fédéral en 2007. Procédure abandonnée, la destruction de fichiers par les services secrets serait dans l'intérêt de la Suisse.
La réhabilitation de Regli a été controversée, elle a été relevée avec indignation par les organisations humanitaires et la gauche politique (Sociaux-démocrates, Parti travailliste, Verts).

### Affaire Bellasi
Peu après minuit le 13 août 1999, Dino Bellasi, qui a été nommé quartier-maître des services secrets, a été arrêté à l'aéroport de Zurich-Klöten. Il était accusé d'avoir retiré illégalement un total de 9 millions de francs de la Banque nationale suisse depuis décembre 1994. Le 17 août 1999, la Police fédérale a découvert une cache d'armes et de munitions dans le quartier de Berne Bümpliz que Bellasi avait aménagé. Selon lui, il a agi au nom du chef des services secrets, Regli. On dit qu'il s'agissait de construire une nouvelle armée secrète.
Lors des interrogatoires du procureur fédéral, Bellasi a rétracté l'affirmation selon laquelle elle n'avait fait que suivre les instructions de Regli. En février 2003, Bellasi a été condamné à six ans de prison. Une partie considérable de l'argent détourné n'a plus pu être retrouvée.

## Publications
- (de-CH) Braucht die Schweiz (noch) einen Nachrichtendienst? : Vortrag, gehalten anlässlich der Frühjahrsversammlung der «Schweizerzeit» Verlags AG am 16. Mai 2001 in Zürich, Éditeur de l'heure suisse, 2001 (ISBN 3-907983-38-6), chap. 38